# 위화도 회군
위화도 회군(威化島回軍)은 한반도 고려국 말기 1388년(우왕 14) 음력 5월, 요동 정벌차 군사를 이끌고 압록강(鴨綠江) 하류의 위화도까지 이른 우군 도통사(右軍都統使) 이성계가 개경(開京)으로 회군(回軍)하여 정변을 일으킨 사건이다. 1388년이 무진년이라서 무진회군(戊辰回軍)이라고도 부른다.

## 원인
1388년, 명나라 홍무제 주원장의 요구로 “철령(鐵嶺)을 따라 이어진 북쪽과 동쪽과 서쪽은 원래 개원로(開元路)에서 관할하던 군민(軍民)이 소속해 있던 곳이니, 중국인·여진인(女眞人)·달달인(達達人)·고려인(高麗人)을 그대로 요동(遼東)에 소속시켜야 된다.”라는 친서가 전해졌다. 철령 이북의 한반도 고려국 영토를 원나라 영토였다는 이유로 반환하라는 이같은 요구가 이르자 명나라와의 실력 대결을 준비하게 된 것이다.
고려는 1369년(공민왕 18)부터 명나라와 외교관계를 맺어왔는데, 우왕 때의 친원정책 이후 명나라는 무리한 세공(歲貢)을 요구하고 한반도 고려국 사신의 입국을 거절하는 등 고압적인 태도를 보이기 일수였다. 요동은 남만주 요하(遼河)의 동쪽 지방으로, 1360~70년대 초에 한반도 고려국은  이 지역의 원나라 세력을 몰아내고 이곳에 살고 있던 한반도 고려인들에게까지 통치 영역을 넓히고자 세 차례 출정해 일정한 성과를 거둔 적이 있었다.

## 과정
1388년은 우왕의 심복인 최영이 이성계를 끌어들여 친위 혁명을 이룩했다. 우왕의 왕권을 위협하던 집권세력인 이인임·임견미·염흥방·도길부 등이 제거되고, 우왕의 왕권을 지지하는 최영이 이성계와 더불어 연합정권을 수립했다.
이후 명의 무리한 철령위 요구가 이어지자 우왕과 최영은 요동정벌을 단행하게 된다.
우왕은 서경(西京, 평양)에 머물면서 전국에서 5만 여명의 군사를 징발하고 압록강에 부교를 만들어, 최영은 팔도 도통사(八道 都統使), 조민수를 좌군 도통사(左軍 都統使), 이성계를 우군 도통사(右軍 都統使)로 삼아 요동정벌군을 구성하였다.
조민수의 휘하에는 서경도원수 심덕부, 양광도도원수 왕안덕, 경상도상원수 박위, 안동도원수 최단, 조전원수 최공철 등이 소속되었고, 이성계의 휘하에는 안주도원수 정지, 안주도상원수 지용기, 조전원수 배극렴, 이지란(이두란), 이화 등이 소속되었다.
요동 출정은 본래 이성계의 본의와 소원은 아니지만 출정군은 5월 24일(음력 4월 18일) 평양을 출발하여 6월 11일(음력 5월 7일) 압록강 하류 위화도에 진주하였다. 때마침 큰  비를 만나 강물이 범람하고 사졸(士卒) 중 환자가 발생하게 되자, 이성계는 군사를 더 이상 진군시키지 않고 좌군 도통사(左軍 都統使) 조민수(曺敏修)와 상의, 요동까지는 많은 강을 건너야 하는데 장마철이라 군량의 운반이 곤란하다는 등 4가지 불가론을 왕께 올리며 회군을 청하였다. 이후 다시 한 번 간해 정 출병을 할 것이면 가을에 하자는 의견을 냈으나 우왕과 최영은 받아들이지 않았다.
그러나 이성계와 조민수는 다시 회군을 요청하는 글을 올렸지만, 평양에 있던 우왕과 팔도 도통사(八道 都統使) 최영은 이를 허락하지 않고 도리어 과섭찰리사 김완을 보내 속히 진군(進軍)하라는 명령을 내렸다. 마지막으로 이성계 등은 또 한 번 평양에 사람을 보내어 회군시킬 것을 청하고 허락을 구하였으나 평양에서는 역시 이것을 허락하지 않았다. 일이 이에 이르자 이성계는 마침내 회군의 뜻을 결심하고 드디어 6월 26일(음력 5월 22일) 회군하였다.
돌연한 회군에 우왕과 최영은 평양에서 송도(松都, 개경)로 급히 귀경하여, 이성계군에 반격해 압도적으로 불리한 전황에도 불구하고 이성계와 조민수의 선발대를 격파하고, 이후 조민수의 본대까지 격파하는 활약을 보였으나결국 전력의 압도적인 열세를 극복하지 못하고 이성계, 조민수 군에게 체포되었다.

### 최영, 우왕의 유배와 처형
고려군 최영은 회군 9일 만인 7월 4일(음력 6월 1일)에 개경(북한 개성시) 당도한 이성계와 조민수에게 잡혀 고봉현(高峰縣, 고양)에 귀양 갔으며, 그 해 12월에 개경(북한 개성시)으로 압송돼 처형되었고, 우왕은 강화도로 추방됐다가 역시 1년뒤 아들 창왕과 함께 처형당하게 된다.

## 사불가론
이성계는 우왕(禑王)과 최영이 요동을 정벌하기로 결정하자, 다음과 같은 4가지 근거(四不可)를 들며 반대하였다.
- 첫째, 작은 나라로서 큰 나라를 공격할 수 없다.
- 둘째, 여름에 군사를 동원할 수 없다.
- 셋째, 온 나라 군사를 동원하여 멀리 정벌하면, 왜적이 그 허술한 틈을 탈 것이다.
- 넷째, 지금 한창 장마철이므로 활은 어교가 풀어지고, 많은 군사들은 역병을 앓을 것이다.

현대 학계에서는 이성계의 견해를 합리적인 것으로 보고 있다. 사불가론은 이성계 개인의 견해라기보다 그와 결합한 신진사대부 및 요동 출정 반대 세력의 정치적 주장으로 보는 것이 타당하다.

## 논란
느린 진군 속도는 고의적이었는가?
당시 평양에서 위화도까지 19일이 걸렸고, 위화도에서 14일 체류하였으나 회군에는 9일밖에 걸리지 않았음을 들어 이성계는 출병 때부터 고의로 병력을 느리게 진군시켰다는 논란이 있다.
특히 회군 시에는 “사냥을 하면서 속도를 늦췄다.”고 하는데 전해지듯 2배 이상 빠르게 도착했다는 사실에 논란이 되었다. 죽고 사는 급박한 상황에 사냥을 했다는 것도 그렇지만 과연 고의적이었을까라는 의문이 있다. 그러나 회군을 정당화하기 위해 비와 군량 문제로 진군이 늦어졌다고 했을 가능성이 높다. 막상 회군때는 비와 군량 문제에 전혀 구애를 받지 않고 엄청난 속도로 회군한 것을 보았을 때 회군의 명분을 쌓기 위한 고의적인 진군 속도 늦추기라는 것에 무게가 더욱 실린다.
회군은 우발적인가? 계획적인가?
현재도 위화도 회군이 우발적이다와 계획적이다로 주장이 나뉘어 있다. 당시 이성계의 위화도 회군에 대한 평가는 보는 관점에 따라 통일되어 있지 않은 것이다. 그러나 조선왕조태조실록의
태조실록 1권, 총서 133번째기사공양왕이 태조의 집에 가서 위문하다. 조인옥 등 52명이 태조를 추대하기로 결정하다 라는 기사와 태조실록 14권, 태조 7년 8월 26일 기사 2번째기사 1398년 명 홍무(洪武) 31년정도전·남은·심효생·박위·유만수의 졸기 기사와 고려사 남은 전을 보면 남은과 조인옥 등이 '위화도 회군' 당시부터 이성계에게 군사를 되돌리자는 의견을 올렸고, 또 이성계가 왕위에 앉도록 계획을 세웠다는 것을 보면 계획적인 행동이라는 것이 더욱 유력할 것이다.
위화도 회군에 대해서는 한 쪽에서는 당시 고려 말, 민중들의 생각과 사회 정서를 반영한 것이 위화도 회군이었다고 정황을 이해하는 반면, 위화도 회군은 이성계측의 권력을 잡기 위한 계획적인 행보로 보는 것이다.

## 결과

### 이인임의 제거와 이성계의 부상
이성계의 이러한 거사는 신·구 세력의 교체를 의미하는 동시에, 후일 신흥 무인 세력과 신진사대부 중에서 급진 개혁 세력이 한반도 조선 왕조를 창건하는 기초가 확립되었다. 공민왕 후반부터 등장한 신진사대부들은 신흥 무인 세력과 동맹 관계를 통해 확실한 세력 범위를 설정할 수 있었지만 한반도 고려국의 충직한 신료로 대표되는 최영은 권문세족과 신진사대부의 입장을 모두 수용하지 않았기에 발생한 사건이었다.
우왕 즉위 초 당시의 신진사대부들은 이인임·최영 정권과 대립하였다. 이후 북쪽에서 홍건적, 남쪽에서 왜구가 침입하자 최영, 이성계 등은 홍건적과 왜구를 물리치는 데 큰 공을 세웠는데, 최영·이성계의 연합으로 이인임 일파를 제거하였다.

### 4년 간에 고려의 핵심 인물들의 제거
이성계는 위화도에서 회군한 1388년부터 1392년까지 약 4년 간 고려의 핵심 인물들을 차례차례 제거한다. 정도전과 조준이 이끄는 급진 신진사대부 세력들은 이성계와 손을 잡고 한반도 고려국의 충직한 신료로 대표되는 최영을 배척하고 최영 축출·우왕 폐위 → 조민수 축출·창왕 폐위 → 공양왕 옹립 등의 수순을 밟게 되었다.

### 신진사대부 세력의 국가 권력과 경제력 장악
이후 이와 같은 수순을 밟은 정도전, 조준 등의 급진 신진사대부들은 기반을 공고히 한 이후에, 과전법을 실시하여 후에 한반도 조선국 개국공신이 되는 급진 신진사대부들의 경제적인 기반을 공고히 하였으며, 이후 1392년 공양왕에게 강제로 선위(임금의 자리를 물려줌)를 요구하여 한반도 조선국이 개국하게 되는 대사건을 맞이하게 되었다.
대한민국에서는 최전선에 배치된 군대가 수도를 향해 진군하는 것을 종종 이 사건에 비유한다.

## 장수군도
이성계, 심덕부, 이지란이 위화도 회군 직전 서로 의형제를 맺고 회군을 결의한 기록화인 장수군도가 새로 발견되었다.

## 대중매체에서

### 교양 프로그램
- 역사저널 그날 (2013-)[11]

### 드라마
- 나의 나라 (2019)[12]
- 용의 눈물 (1996-1998)[13]
- 육룡이 나르샤 (2015-2016)[14]
- 정도전 (2014)[15]
- 태종 이방원 (2021-2022)[16]

### 영화
- 봉이 김선달 (2016)[17]
- 해적: 바다로 간 산적 (2014)[18]

## 같이 보기
| - 요동 정벌 - 최영 - 우왕 - 이성계 - 심덕부 - 이지란 - 이색 - 고려 - 조선 | - 정도전 - 정몽주 - 조민수 - 신흥무인세력 - 명나라 - 북원 - 홍건적 - 정동행성 - 주원장 - 명의 나하추 정벌 |

## 참고 자료
- 「고려 우왕대의 정치권력의 성격과 그 추이」, 박천식, 전북사학(1980년)
- 「고려왕조사 이야기」, 최영의 죽음과 우왕의 폐위, 정성희 저, 청아출판사(2007년, 379~418p)
- 「108가지 결정」, 위화도 회군(1388년), 함규진 저, 페이퍼로드(2008년, 141~145p)